# Ejub Mehmedović
Ejub Mehmedović es un deportista bosnio que compitió en voleibol adaptado. Ganó dos medallas en los Juegos Paralímpicos de Verano, oro en Atenas 2004 y plata en Pekín 2008.

## Palmarés internacional
| Juegos Paralímpicos | Juegos Paralímpicos | Juegos Paralímpicos | Juegos Paralímpicos      |
| Año                 | Lugar               | Medalla             | Competición              |
| ------------------- | ------------------- | ------------------- | ------------------------ |
| 2004                | Atenas (Grecia)     | Medalla de oro      | Torneo masculino sentado |
| 2008                | Pekín (China)       | Medalla de plata    | Torneo masculino sentado |